# CardWirth
CardWirth（カードワース、略称「CW」）は「groupAsk」が開発したWindows上で動作するフリーウェアのコンピュータRPGである。
2000年頃にブームを迎え、一大コミュニティを形成しメディアから頻繁に取り上げられていた時期もあったが、その後はブームも去りおよそ10年ほど比較的小規模な状態で落ち着いていた。2013年頃から再び盛り上がりを見せはじめ、登場から20年以上が経過した2022年現在もユーザーによるシナリオの作成・公開などが活発に行われている。
なお開発者のgroupAskはCardWirthの開発や運営から既に退いており、その役割はユーザーサイドに委ねられている。

## 概要
CardWirth（カードワース、略称「CW」）は、「groupAsk」（「開発者と公式サイト」の項にて後述）によって開発され、1998年8月にインターネット上で公開された。公式サイトに記述された紹介文によると「CardWirthはTRPG（テーブルトークRPG）の自由度と、カードゲームの遊び易さを融合した、新しい形態のRPG」とされている。自由に移動できるフィールドを持たない、画面内に配置されたカードをクリック（選択）することでゲームを進行させていく、キャラクターの能力値のほとんどが隠蔽されている、戦闘システムがカードバトルになっているなどの独特のゲームシステムが特徴である。そのプレイ感覚はコンピュータゲームに当てはめて例えた場合、どちらかといえばRPGよりもアドベンチャーゲーム (AVG) やサウンドノベルに近い。
多くのRPGと異なり基本的に固定されたストーリーを持たず、「シナリオ」と呼ばれる外部データをユーザーが追加してプレイする形式が採られている。シナリオについては、CardWirthがTRPGを意識しているだけあって、特定のシナリオをプレイすることによって以降連鎖的にプレイ可能となるキャンペーンシナリオ形式にも対応している。
CardWirth本体はシナリオを読み込み、動作させるためのエンジンとなっている。
またこのエンジンとは別にシナリオ作成用エディタも公開されており、ユーザーの手によってシナリオを制作することが可能。
現在ではユーザーが作成したシナリオやCardWirthでの利用に適した各種のリソース（画像、楽曲）が多数公開されている。
一般に人気フリーソフトゲームのコミュニティ形成は「作者」：「ユーザー」の関係が一対多であることが多いが、CardWirthは先述の通りユーザーが創作側に回ることも珍しくなく、多対多のコミュニティが形成された。

## 開発者と公式サイト
groupAskは当初から同人ゲームの制作のみを目的としていたわけではなく、また制作したソフトウェアを同人誌即売会で頒布していない事からも、狭義における同人サークルとはスタンスの異なる同人集団である。
かつてgroupAskの公式サイトに「groupAskはネットワークという仮想世界に存在するソフトウェア開発グループであり主にWindowsのソフトウェアの制作を行っている」という主旨の一文を掲載していたことからも、その事がうかがい知れる。
もっとも、結果として同人ゲームであるCardWirth以外のソフトウェアを開発するまでには至らなかった。
groupAskのメンバーは斉藤・倉貫・赤塚の3名。groupAskの「Ask」とは、groupAskのメンバーでありCardWirthを開発したメンバーでもあるこの3名の頭文字から名付けられた。この3名は当時大学の研究室で一緒に作業をしており、斉藤が年長で、倉貫と赤塚が一年後輩にあたる。
開発時にはプログラムの大半を倉貫が、音楽を赤塚が担当し、グラフィックとシナリオの数多くを斉藤が手がけている。
CardWirthがインターネット上で公開されるようになってからは主に倉貫が公式サイトの運営作業に当たる。その役割はサイト情報の更新に加え、ユーザー間の交流を目的に設置された各種コンテンツの管理、そしてユーザーが制作したシナリオを投稿できる「Adventurer's GUILD」（通称「ギルド」）と称されるサイトの運営であった。
もっとも、現在は3名とも社会人として多忙な日々を送っているため、こうしたCardWirthの開発・公式サイトの運営作業からは退く。
現在はgroupAskから正式に委託を受けた"CardWirthを愛する有志によって結成された団体"である「カードワース愛護協会」によって運営される公式ファンサイト、「groupAsk official fansite」がその機能を引き継いでいる。。

### 開発よもやま

#### 開発経緯
開発当初、CardWirthはProject_RPG3という開発名で呼ばれていた。
斉藤が開発し始めたゲームプログラムの3つ目の意味で、Windowsプラットフォームで開発されたのはこれが最初のもの。
本人の談によると、当初は10分くらいで終了するブリキの玩具のようなものが想定されており、インターネット上で公開するつもりもなかったという。
後に倉貫・赤塚の両名が開発に加わり、このプログラムが本格的なゲームとしての具体性を帯びることになった事から、CardWirthは世に登場した。

#### タイトルの由来
CardWirthという名称、とりわけWirthという単語については、groupAskによる公式見解が存在しておらず名称の由来は不明である。
"数日間悩んだ末、どこからか出た言葉"という赤塚の発言などもあるが、groupAsk名義で正式に定義されたことは無い。
ユーザーの間でも過去に幾度かの考察がなされ、古くはWirthとは伝説や伝承を意味する言葉であり「札伝説」という意味であるというものが、後にはWirthは英語の古語で「自分で商売を営んでいる人」、転じて「宿屋の主人」を意味するというものが定説となった。このWirtは現在のドイツ語では、Wirtでこれは、「飲食店、旅館の主人」の意味である。ドイツ語ではこの個人レベルで経済を回していく人が、大勢になり、組織となってWirtschaft(経済)を形成することになる。

## システム構成
CardWirthのプログラムには先述の通り、本体となるシナリオ動作エンジン（CardWirth本体）とシナリオ作成用エディタ (CardWirthEditor等) が存在する。
（配布はエンジン単体・あるいは両者をパッケージングした形態で行われているので必ずしもエディタがシステムに含まれるわけではない）
これにデフォルトの各種リソース、データ、そしてユーザーが各自で追加したシナリオ群によって構成される。
配布されているバージョンやパッケージング形態によっては後述する「エフェクトブースター」などが含まれていることもある。

### 動作環境
CardWirthは設計された時期や開発コンセプトの関係上、DirectX等の複雑な描画・音響エフェクトは使用されておらず、基本的にそれほど高いスペックは要求されない（Windows 95以上が動くパソコンであれば問題はない）。
そのこともあり、Windows XP以降の環境に十分に対応できていない状況が一時期続いていた。
最新のバージョンではこの点は解消されているが、半面、描画・音響共に機能が向上していることもあって快適に動作させるためにはそれなりのスペックが必要となっている。（動作環境はCPUは1GHz以上、メモリは32ビットOSで1GB以上・64ビットOSでは2GB以上に改められている）

### エンジン
CardWirthEditorで制作したシナリオを動作させる、CardWirthの本体部分（エンジン）。
このプログラム単体でゲームを起動することが可能。

#### CardWirth
純正またはその派生エンジンは公開されて以来いくつかのバージョンが存在するが、大きく分けて以下の三つの系列が存在する。
- groupAskが現在も配布しているVer.1.20と、それ以前のバージョン
- groupAsk official fansiteが未完成の状態の新エンジンをgroupAskから譲り受け、公開可能な状態にまで引き上げたVer.1.28と、その改良エンジンであるVer.1.30までのもの
- groupAskが制作したこれまでのソースコードを破棄し、新たに作り直したエンジンを採用したVer.1.50

これらのうち、現在は最新版にあたるVer.1.50が主流となっている。
この3つのエンジン間には動作や処理、仕様といったものに若干の差異があり、シナリオのつくりや作成年次によっては動作に完全な互換性がないこともある。（中にはシナリオの進行に支障をきたすこともある）

#### CardWirthNext
CardWirthNextは、CardWirthエンジンVer.1.50を開発したLynaが手がける、派生エンジンの一つ。
元はCardWirthエンジンVer.1.60として公開される予定であったが、完成直前にLynaが所属していたgroupAsk official fansiteから脱退したことで非公式エンジン扱いとなった。（そのため現在もこのエンジンのタイトルは「CardWirth Ver.1.60」となっている）
このCardWirthNextという名称は、当初はソースコードを刷新したCardWirthエンジンのことを指しており、一時期はその嚆矢となるCardWirthエンジンVer.1.50もこれに含まれていたが、現在では公式エンジンとの区別を明確にする意味合いもあって、その定義で用いられることはほとんどない。
CardWirthエンジンVer.1.50をベースにしているため基本となる部分はそれほど変わらないが、CardWirthエンジンにはない独自の機能が多数実装されている。
またCardWirthエンジンに対し上位互換であるため、CardWirthエンジンのデータをそのまま利用できる。
ただし、Nextエンジン及び後述するWirthBuilderから生成されるデータは独自形式となるため、一度変換してしまうとそれらは他のCardwirthエンジンとの互換性は一切なくなり、また各種のツール類を利用することも同様にできなくなる。2015年で開発停止となった。

#### CWI
CWIは、クローンエンジン開発プロジェクトの一つ。
CardWirthユーザーの一人であるThomasによって開発され、C#によって記述された独自の互換エンジンを持つ。
現在は開発停止しているが、ソースコードが公開されているため、派生プロジェクトやこのエンジンを利用したツールなどが発表されている。
同時にシナリオデータの仕様についても独自の解析結果を公表しており、後述のCardWirthPyでもその成果が利用されている。

#### CardWirthPy
CardWirthPyは、クローンエンジン開発プロジェクトの一つ。
2020年4月時点で唯一開発が継続されているエンジンである。
プログラム言語「Python」によって一から開発された独自の互換エンジンを用いており、「フリー・オープンソースの維持」「CardWirthとの99%の互換性を目指す」を標榜している。
オープンソースであるため、プロジェクトへの参加やコードの変更は誰でも認められている。
「CardWirthとの99%の互換性を目指す」のCardWirthとは、Ver.1.20からVer.1.50までのCardWirthエンジンおよび後述のバリアント仕様に改修されたエンジンを指しており、これらと双方向での互換性を持っている。
一方で独自の拡張機能を多数備えており、シナリオのデータ形式をXMLによって記述されるCardWirthPy独自の形式のものにすることで、そうした機能を利用することもできる。
前述の通りCardWirthNextのデータ形式を利用することはできないため、CardWirthNextとの互換性までは考慮されていないが、CardWirthPyの拡張機能にはCardWirthNextの独自機能と同等の機能を持ったものも一部存在する。

### エディタ
CardWirthエンジンで動作させるためのシナリオを制作するエディタツール。

#### CardWirthEditor
groupAskが配布している「CardWirthEditor」と、CardWirth Ver.1.28の仕様に合わせて軽微な改造を施してgroupAsk official fansiteがかつて配布していた「CardWirthEditor2」が存在するが、基本的に同一のものである。
多くのエディタがスクリプトでの記述を必要とするのに対し、CardWirthEditorはインタフェースとして完全なGUIを備えており、全くの初心者であっても容易に扱えるのが特徴。
その一方で、コンテントと呼ばれるアイコン化された一連の処理の並びが一般的なプログラミング言語のソースコードとそれほど変わらないため、昨今用いられるプログラミング言語（PerlやJavaなど）による開発に慣れているユーザーも直感的に扱えるという、非常に優れた開発ツールとしての一面も持つ。
ただし、あくまでもCardWirth用に作られたシナリオエディタに過ぎないので、高度なプログラミングにまで対応しているわけではない。
もっとも、多少複雑な処理を組み込むにしてもシナリオを制作する上で困ることはほとんどない。
少なくともサウンドノベルのような形式のシナリオを作るのであれば、基本的なコンテントをいくつか覚えるだけですぐにでも思い通りの物を制作することが出来る。
なおCardWirthEditorを長時間起動しているとメモリの使用量が増加していくという問題点（おそらくメモリリーク）が確認されている。

#### WirthBuilder
CardWirthEditorの後継として開発されたシナリオ制作エディタで、CardWirthエンジンVer.1.29以降に追加された機能をシナリオに盛り込むためにはこちらのツールを使う必要がある。
ユーザインタフェースはCardWirthEditorを踏襲しており、旧来からのユーザーでも違和感なく操作できるようになっている。
CardWirth Ver.1.50 フルパックではCardWirthEditorを完全に廃してこちらだけが同梱されるようになった。
また、前述のCardWirthNextに同梱されているシナリオ制作エディタも、（CardWirthNext専用版となってはいるが）このWirthBuilderである。
CardWirthエンジンVer.1.50用のものと見た目や使用感はほぼ同じであるが、前述の通りこのエディタを介して出力されたシナリオのデータは新規・既存を問わずこれまでと異なる専用の形式で保存されるため、他のエディタ（プロジェクト）では利用できなくなる。

#### CWXEditor
元は前述のCardWirthPy専用のシナリオ制作エディタとして、CardWirthPy本体とは別のプロジェクトにより開発されたシナリオ制作エディタであったが、後にCardWirthエンジン用のシナリオも取り扱う機能が実装された。
これにより、CWXEditorを使用することでどちらの形式のシナリオも作成することが可能となっている。
CardWirthエンジン用の形式でシナリオを作成した場合、CardWirthEditorおよびCardWirthエンジンVer.1.50用のWirthBuilderで作られたシナリオデータと完全な互換性があり、相互で利用可能となっている。
CardWirthPy専用のシナリオ形式でシナリオを作成した場合、CWXEditor以外で編集することはできない。
また、前述の通りCardWirthNext用のWirthBuilderで作られたシナリオは独自形式で保存されるためCWXEditorで編集することは出来ず、CardWirthNextの機能を使ったシナリオをCWXEditorによって制作することも出来ない。
非常に強力な各種シナリオ制作支援機能が搭載されているが、多機能すぎることやユーザインタフェースがCardWirthEditorと全く異なる事などから、旧来からのユーザーも含めて扱いにはそれなりの習熟が必要となる。

### 同梱ツール
CardWirth本体に付属する(あるいはしていた)プログラム。

#### CardWirthUtility
Ver.1.15にまで存在していた、CardWirthのプレイ時の各種データに対して修正や編集を行うためのユーティリティソフト。
Ver.1.20からはエンジンにその機能の大半が譲られる形となり廃止されている。
しかしこのプログラムには引退したプレイヤーキャラクターの具体的な数値データを見ることが出来るという、現在のエンジンにはない大きな特徴があった。

#### エフェクトブースター
groupAsk official fansiteによって一から開発されたもの。
これは単体のソフトウェアの名称ではなく、CardWirth Ver.1.20でJPEGファイルを読み込むために作られたDLLファイルを拡張し、画像エフェクト処理の再生機能を追加したものを利用した技術と、その関連ソフトウェアの総称である。
この技術を利用することでCardWirthに様々な画像エフェクト機能を追加できるようになるが、CardWirth単体とは異なり使用時の再生パフォーマンスはハードウェアの性能に大きく依存する。
関連ソフトウェア群の使い勝手がCardWirthEditorほど良くなく、またヘルプ群が不足していた（リファレンスですら説明が不十分である）点からあまり普及せず、一部のヘビーユーザーが使用するにとどまった。
元々は開発者が試作ツールとして開発を進めていたものであり、一般に公開する予定がなかったという。
CardWirthVer.1.50では上記のDLLが使われていないことから、現在エフェクトブースターは同バージョンのパッケージ内に同梱されていない。
替わりにエンジンそのものに同様の機能が備えられており、既存のエフェクトの再生が可能。また一部機能に関してはWirthBuilder上からその設定が可能となっている。

#### JPYメーカー
エフェクトブースター関連のプログラムとしてかつて公開されていた開発ツール。
エフェクトブースターの機能は独自仕様のスクリプト言語によってパラメータをいくつか記述するだけで使用できたが、完全にGUI化されたCardWirthEditorに慣れ親しんでいたユーザーからすれば扱い難いという問題があった。
これを解消すべく後日このツールが公開されたが、エフェクトブースターの全機能が扱えない、また使い勝手の点でも洗練されているとは言えず、結局完成度が低いままに終わってしまった。

### シナリオ
シナリオは、実際にはWindowsの1フォルダとしてパッケージングされたファイル群によって形成される。
その主な内容はシナリオのソースファイル、シナリオのデータファイル、そしてリソースファイル（BMP・JPEG・PNG・MIDI・WAV・MP3・その他）となっている。
オリジナルのCardWirth本体には「交易都市リューン」「ゴブリンの洞窟」の2本があらかじめ収録されている（ただし、収録されている付属シナリオは後述するバリアントの種類によって違いがある）。

## 世界観
当初は、多くのファンタジー作品に見られるような中世ヨーロッパをモチーフとした“剣と魔法の世界”がゲームの舞台として設定されていた。
もっとも、CardWirthはユーザーがシナリオを自由に制作できる上、開発者のgroupAskもユーザーに対してシナリオの制作に関して特に制約を課すことがなかったので、ゲームの舞台となる世界観は必ずしも固定されたものではなかった。
そのためシナリオによっては前述の世界観と大きくかけ離れた世界が舞台となる事もあり、銃器や活版印刷が当たり前のように普及している場合もあれば、それどころか科学技術によって宇宙に進出するようなことさえある。
後に"CardWirthをまったく違う世界観で楽しもう"というコンセプトから「バリアント」と呼ばれる、CardWirthのシステムにパッチを当てた派生バージョンが誕生し、現代社会を舞台としたCardWirthなどが登場するようになった（なお、CardWirthにおけるバリアントとはこのように世界観そのものの変革を含めた意味となるため、CardWirthエンジン内のリソースファイルを変更しただけの改変プログラムはバリアントには該当しない）。
ただし、バリアントは現状あまり普及しているとはいえない。
これまでのところバリアント用エンジンはCardWirth Ver.1.28の実行ファイルを改変して作られているため、CardWirthNextでバリアント用に改造する手法は確立されていない。CardWirthPyではユーザーの手元にバリアント用エンジンがあれば、そちらのリソースを取り込むよう指定することで動作する。

### ファンタジーI型
groupAskがCardWirthの世界観として用意したもので、バリアントではなくオリジナルの世界観。
中世ヨーロッパの都市に似た「リューン」という名の街を中心に、子守から人探し・護衛・モンスター討伐・果ては世界の命運を掛けるような大冒険まで、さまざまな仕事の依頼を引き受ける冒険者達の活劇を描く。
プレイヤーは「冒険者の宿」に集まった、そんな冒険者達を駆ることで、それらの仕事を次々と引き受けていくことになる。
本来の意味での公式設定というものは一切存在しないが、CardWirth（ファンタジーI型）においてはgroupAskが制作したシナリオに登場するわずかな設定を「公式設定」と定義することがある。
そういった「公式設定」のほとんどがぼかされているのが特徴で、たとえば教会や神聖魔法が存在するのに神の定義が全く存在しなかったり、また舞台であるリューンにしても国家であるとは明言はされていない（ただし、王国騎士団の存在から王国であるらしきことなどは窺える）。
リューンとその周辺のいくつかの文化・宗教・地理などの設定と、過去に超古代文明世界と古代王国期が存在していたという歴史などが、わずかに垣間見える程度である。
この事から、各シナリオ作者は自作のシナリオにおいてそれらを自由に設定できると同時に、それらが公式設定たり得ることもない。
なお、「公式設定」はおろかユーザーズシナリオを含め全体を見ても、エルフやドワーフといった有名どころの亜人があまり登場しないという王道的なファンタジー世界としては特異な傾向が見られる。

### 現代バリアント・探偵
バリアントシステム第一弾として提唱元であるgroupAsk official fansiteがリリースした作品。
現代から近未来にかけての日本（？）を舞台としており、プレイヤーキャラクターも冒険者から探偵事務所に所属する探偵という立場に変わっている。
魔法の代わりとして超能力のようなものが一応存在している世界となっている。
この設定を世界観として公式にサポートしていることから、世界観が中途半端で解りにくいという批判もわずかながらに存在した。

### 現代バリアント・学園
CardWirthユーザーの一人、「じぇんつ」が制作したバリアントシステム。
現代日本（？）の巨大学園が舞台となっており、その近辺で巻き起こる日常・非日常な毎日をクラスメイトや先輩後輩、教師達と一緒になって送ることになる。
世界観の変更に合わせて全体的なゲームシステムおよびゲームバランスの見直しが行われており、単純な世界観のすげ替えだけにとどまらず、既存のシステムと世界観を上手く融合させて新たな解釈を生み出した、バリアント企画の好例となった。

### 大江戸バリアント
CardWirthの閉塞コミュニティ（「ユーザーとコミュニティ」の項にて後述）の一つで開発が進められてきたバリアントシステム。
架空の東方国家「日の本」が舞台となっており、プレイヤーキャラクターは長屋を拠点とする「仕事人」（この世界における冒険者）という設定。
江戸という響きから時代劇的な世界観を想定しがちだが、実際はファンタジーI型同様に細部はそれほど決められておらず、やはり各作者の裁量によって世界観をある程度変化させることが可能。
実際、このバリアントシステムに同梱されているシナリオ「狸の住まう穴」の内容は正統派時代劇とは無縁の妖怪退治となっている。
このことから江戸というよりは和風ファンタジー全般を扱っているとみた方が早い。
同じ様に多様性を取り入れた現代バリアント・探偵に比べ、単純にこれまでファンタジーI型で行ってきたことを和風なものに置き換えさえすればよいという利点があり、創作は行いやすい。

### その他のバリアント
上記以外にも人獣・悪鬼・蜥蜴・妖樹・悪魔など複数種族の妖魔が共棲する森での日々を描く妖魔バリアント、城で永い眠りから目覚めた黒曜・紅玉・黄金・白銀の４血族の吸血鬼達の冒険を描く吸血鬼バリアントなどバリアントシステムの作例がこれまでにいくつか存在するが、閉塞されたコミュニティ（「ユーザーとコミュニティ」の項にて後述）内で確認されている程度でこれまでのところ広く認識されているものはない。

## ゲームの主な流れ
ここではオリジナルの世界観であるファンタジーI型を基準にするが、流れそのものは基本的に他のバリアントシステムでもほぼ同様である。

### 冒険の準備
ゲームを初めてプレイする際にはまず冒険者達の所属する、冒険者の宿を作成することから始まる。
以後、プレイヤーはこの宿で冒険者の登録やパーティ編成などを行うことが出来る。
手始めに、まずはこの宿に所属する冒険者の登録作業（プレイヤーキャラクターの作成）を行うこととなる。
冒険者については名前や外見、性別や年代に加え能力の傾向と特徴を自由に設定可能。
一度の冒険（シナリオ）に投入できる1パーティ（チーム）の人数は最大で6人までだが、宿自体に登録できる冒険者の数に上限はない。
また、ある冒険者パーティでの冒険の最中でも「中断」することで他のメンバーを別の冒険に向かわせてプレイすることが可能。

### 装備を整える
シナリオの内容は必ずしも冒険（仕事）ばかりとは限らない。
中には街や店で冒険者達が冒険の役に立つ武器や道具類である「アイテムカード」や、特技や魔法といった技術である「スキルカード」を購入するためのものも存在する。
購入したカードを冒険者達に持たせることによって、それらの「カード」を冒険中に活用することが可能になる。
一人が所持出来るカードの枚数はその冒険者の実力（いわゆるレベル）に応じて増加する。
CardWirthには一般的なコンピュータRPGによく見られる職業（クラス）という概念はないので、ゲーム中の有利不利さえ気にしなければ冒険者の能力値の傾向と異なるカード、例えば豪傑タイプのキャラクターであっても魔法を所持することが可能。なお、CardWirthでは一般的な武器や防具といったものは各自あらかじめ装備しているものとみなされているため、それらを用意する必要はない。

### 依頼を受ける
全てのシナリオで共通しているわけではないが、基本的に冒険者は冒険者の宿で「仕事」の依頼を宿の主人あるいは依頼主から直接話を聞いた上で請け負い、出発するところからシナリオはスタートすることになる。
依頼の内容は千差万別であり、駆け出しでもこなせる簡単な仕事から非常に危険で困難なものまで幅広く存在する。（大まかな難易度は「対象レベル」として予め表示される）

### 探索
プレイヤー（プレイヤーキャラクター）が自由に行動を起こせるようになると、画面上にカードが表示される。
プレイヤーがマウスポインタでカードをクリックすると基本的に何らかの反応があり、それによりゲームが進行する。
多くの場合はメッセージが表示され最終的にいくつかの選択肢が出てくるのだが、時には冒険者の所持する「カード」を使って能動的に行動を取り、その後の展開を有利に進めたい場面も出てくるはずである。
（たとえば敵の見張りを魔法の力で無力化したい、明らかに怪しい場所を調査技能を使って徹底的に調べてみたい、など）
このような場合は画面上に表示されているカードに対して冒険者が手持ちの「カード」を使用することで狙い通りの動作を実行できる事がある。（シナリオ側がプレイヤーのそういった行動に対応していなければならない）。
これは本作品の特徴のひとつで、「TRPGらしい」と言わしめる重要な要素となっている。

### 戦闘
時には冒険者達と敵対する存在との間で戦闘が発生することもある。
戦闘自体は一般的なターン制だが、よく見られるコマンドを入力する方式ではなくカードバトル方式となっている。それぞれの冒険者が手札として配布されたカードの中から適当と思われる一枚を選び、使用することで戦闘を進めていく。
（なお冒険者達のカードは毎ターン自動的に選択されているが、プレイヤーが自由に選択することも出来る）
手札には「攻撃」や「防御」といった基本的な行動が取れるカードの他に、プレイヤーが事前に用意しておいた「アイテムカード」や「スキルカード」も加わることになる。
常に手札として用意されるアイテムカードを別にすると、手札として回ってこない行動を取ることは当然出来ない。
また冒険者達のレベルが低いうちは手札の枚数も少なく、特殊なアイテムカードを所持していないとスキルカードもなかなか回ってこないなどカードバトルならではの特徴があり、それらを考慮した駆け引きが楽しめる。
なお冒険者は基本的に「意識不明」になっても死亡する事はなく、比較的容易に戦列に復帰することが出来るが、全員が戦闘不能となった時点で敗北となり、ほとんどの場合はそれでゲームオーバーとなる。（イベントが発生し、そのままシナリオが継続されることもある）

### 任務完了～帰還
無事に依頼を果たせたかどうかは別にして、宿に生還することが出来ればシナリオは終了する。
多くの場合この時点で仕事に対する評定が行われ、成功報酬が支払われることになる。
冒険者達の名声は経歴として残り、それが成長につながったり（一定以上の名声を得ることで、レベルが上がる）、またこの経歴が後の冒険につながることもある。（キャンペーンシナリオの前提条件となる）
その他に、冒険の最中で一時的に仲間が加わることがあるが、そういった人物を新たな冒険者として宿に迎え入れることが出来るのもCardWirthの特徴の一つとなっている。（こちらについてもシナリオ側の対応次第）。

## 歴史
CardWirthはシリーズ化されていない単一の同人ゲームとしては非常に息が長いため、登場してから今日に至るまでの歴史を把握している者は今では非常に少なくなっている。
以下はCardWirth全体を取り巻く大まかな流れをまとめたものであるが、個々の出来事をより詳細に記録した文献としてファンサイトの一つである「拾穂文庫 “CardWirth史年表 総目次” (2019年3月27日). 2022年1月29日閲覧。 」に「CardWirth史年表」というコンテンツが存在する。

### 黎明期（1998年頃）
CardWirthが公開されて間もないこの頃は当然ユーザー数も少なく、それに比例してシナリオやリソースもほとんど存在しなかった。
裏を返せば、この当時からCardWirthの持つ魅力に気付き、盛り上げていくことに尽力してきたユーザーが多く存在した時期と言える。
「ないものは作るしかない」、この発想からかこの頃のユーザーは一人のプレイヤーであると同時に自身が優秀なクリエイターでもあった。
「Adventurer's GUILD」への投稿数がまだそれほど多くなかったこの頃は、groupAskによって投稿シナリオ一つ一つに対しコメントが付けられていた。
また、極めて短期間ではあるがシナリオへの人気投票システムが稼動したこともあった。
しかし人気投票についてはフリーソフトのゲームに評価で優劣をつけるということに対し疑念を抱くシナリオ作者も多く、騒動の元となった。
その後、投票対象となるシナリオを登録制へと改められるなどの改良も行われたが、最終的には評価することの意義そのものが問われることになり、このシステムは廃止された。
この議論以降、「Adventurer's GUILD」でのシナリオの取り扱いは「シナリオの登録」のみとなり、評価に関する一切は無くなる。

### 最盛期（1999年～2000年頃）
メディアでCardWirthが取り上げられる機会が多くなったこの頃、当時のインターネット事情とも相まってユーザーの総数が一気に増加し、それに伴いユーザーが作成したシナリオの登録数も急速に増加した。
「Adventurer's GUILD」には大量のシナリオが登録されるようになり、実力派と呼ばれるようになるシナリオ作者達も多く現れた。
その一方で、「Adventurer's GUILD」に投稿されるシナリオの完成度には大きな開きができ、まさに玉石混交といった様となり混迷を極めた。
また、あまりの投稿数の増加にgroupAskによる手作業での登録作業では追いつかなくなり、一時は「Adventurer's GUILD」が機能しなくなるなどの弊害も見られた。
（その後、公式サイトの移転と同時に「Adventurer's GUILD」をはじめとするユーザー情報の登録作業はすべて半自動化された）
この頃はCardWirthを取り扱うユーザーズサイトも次々に開設され、オフ会などの動きも含めユーザー間による交流が最も多く見られた時期でもあった。

### 減少期（2000年～2001年頃）
シナリオの投稿数が増えたことはユーザーにとっては歓迎すべき事態であると同時に、氾濫するシナリオを持て余し、自己にとってより良質のシナリオだけを求めるユーザー層（悪く言えばDOMユーザー）も増やす結果となっていった。
その流れを象徴するかのように、それまで何度かに渡って物議を醸してきた「シナリオ作者としてのユーザーの視点」と「プレイヤーとしてのユーザーの視点」のずれ、すなわちシナリオの評価についての是非が再び持ち上がる。
評価を是とするこの時の動きはそれまで以上に大きなものとなった為、シナリオ作者を中心とした多くのユーザー層からの不満や不信、反発といったものを招き、CardWirthコミュニティを二分するほどの勢いで意見の衝突を引き起こした。
当時コミュニティの中核をなしていたユーザーの多くがこれらの騒動に大なり小なり関わってきたことから、議論が平行線のまま収束する頃にはそういったユーザーも様々な理由で次第にコミュニティから遠のいていった。
急騰した人気が一段落したこともあり、ここからそれまでの賑わいが急速に収縮していくこととなる。

### 低迷期（2001年～2003年頃）
ユーザー数の減少はそのままCardWirthコミュニティ全体に響き、その後しばらくは低調が続くこととなる。中でも初期の頃から活躍し、それまでコミュニティの牽引役となっていたユーザーの多くが一線を退いたこと、そして開発元であるgroupAskにこの頃大きな動きが見られなかった事などが大きかった。
もっとも、これはユーザー層が大きく入れ替わる、いわば転換期としての側面もあった。特にこの当時コミュニティにデビューしたユーザーには実力派のクリエイターが多くそろっていたことから、低迷が続くもののCardWirthの人気は持続することとなった。
また、公式サイトを離れた旧来からのユーザーの一部は、他方で個々のユーザーズサイトに分散して小規模なコミュニティを形成していく。
こういった新たなコミュニティは以降も地道に活動を続け、こちらもCardWirthコミュニティ全体を支えた。

### 上昇期（2003年～2005年頃）
2003年、ここにきてそれまで長らく動きがなく、公式サイトの運営も滞りがちとなっていたgroupAskにようやく動きが見られる。
一部ユーザーからの提言を受け、これまでgroupAskのみで行ってきた公式サイトの運営を有志のユーザーに任せることを決断。これにより同年6月、「Adventurer's GUILD」などのサポートが公式サイトから“公式ファンサイト”の「groupAsk official fansite」へ委譲された。
これ以降、ファン有志のコミュニティが共同でCardWirth全体を支えていくことになる。その後groupAsk official fansiteから最新バージョンのCardWirthが登場したこともあり、コミュニティ全体の動きが活発化した。
また新規ユーザーも引き続き増え続け（ただし、同じくらいには古くからのユーザーが減少してもいた）、良質のシナリオやリソースが安定して提供されていくようになる。

### 安定期（2005年頃～2011年頃）
この時期になると、エンジンのバージョンが固定された状況が長く続いたこともあって、CardWirthを取り巻く状況はほぼ横ばいとなり大きな変動は見られなくなった。
ユーザーの動きとしては中心となるべき開かれたコミュニティの場が存在していなかったこともあり、多くのユーザーは個人単位で細々とした活動を行うか、自身が身を置く閉塞的コミュニティから出ずに活動するようになっていた。こうした動きからユーザーの入れ替わりが最も緩やかな時期だったと見る事ができる。
また、システム面での変遷が無かったことからユーザー単位での技術的成熟が図られた時期でもある。
この頃にクローンプロジェクトの一つであるCardWirthPyの開発が開始されている。

### 再開期（2011年頃～現在）
2012年、LynaによってCardWirthエンジンVer.1.28の機能拡張およびバグ修正ツールである「CardWirth Extender」が開発された。
これは長らく困難とされてきたCardWirthエンジン本体のリバースエンジニアリング（逆コンパイラによるソースコードの解析）の結果、実現されたものである。
このツールは同年3月にはgroupAsk official fansiteへ持ち込まれ、CardWirthエンジンへと組み込まれた。
この数日後には、多くのCardWirthユーザーにとって念願だった新バージョンであるVer.1.29として登場し、これをさらに改良したVer.1.30が同年10月にリリースされた。
2013年4月には、ソースコードを刷新して開発されたクローンエンジンであるVer.1.50が後継バージョンとして発表された。
その後、いわゆる私家版エンジンとしてCardWirthNextとCardWirthPyが相次いで公開されることとなる。
こうしたCardWirthエンジンの新バージョンを巡る動きに伴い、コミュニティの動きも再び活発化。
「Adventurer's GUILD」にも、引き続き新作シナリオが投稿されている。

## ユーザーとコミュニティ
かつてCardWirthのユーザーは公式サイトを中心に一大コミュニティを形成していたが、ある時期を境にこの図式は徐々に崩壊していくこととなった。
その後は大手掲示板の創作系スレッドやいくつかのユーザーズサイトやmixiといったSNSサイトなどに分散する形で小規模なコミュニティが形成されていき、そうしたコミュニティに合流できていないユーザー同士の繋がりは一時期かなり希薄になり、それがコミュニティ全体の弱体化につながっている部分もあった。
今日ではTwitterによって既存ユーザー・新規ユーザーの区別なくつながりが生まれていくという新たなコミュニティのスタイルが形成されつつある。

### ユーザー

#### シナリオ作者
CardWirth用のシナリオエディタは非常に扱いやすいため、操作方法の習熟にそれほどの時間を要しない。そのため、シナリオ（ストーリー）のアイデアさえ持っていれば、誰にでも簡単にシナリオを作ることができる。
そうしたこともあって、CardWirthコミュニティには非常に多くのシナリオ作者が存在し、また彼らの創作したシナリオの数は実に1000を超えるとされる。（現在は入手できなくなっているものも多く存在し、また最新の資料も存在しないため正確な数は不明）

#### リソース作者（画像）
CardWirthで使用する画像は、主に画面（シナリオの場面）の背景となる写真やCGといったJPEG画像、そして本作品において最も重要な要素となる「カード」の絵柄として使用される74*94ピクセルのBMPあるいはPNG画像とがある。
背景画像については一般的なリソースがそのまま流用可能であるが、カード画像として使用する画像はサイズが特殊な大きさのため、基本的に専用の素材が必要となる。もっともカード画像についてはgroupAskをはじめ、古くから大勢のユーザーが多数提供してきたために不足はない。
カード画像は当初BMP形式しか使えず、また初期の頃はインターネットを取り巻く通信環境が脆弱だったこともあって、容量の関係から16色形式のドット絵が主流で、多くのドッター（ドット絵の作者）達がその技術を発揮した。
その後ネットワークもブロードバンド化が進み、容量を気にする必要もなくなってきたことから、フルカラーのイラストを256色形式に減色したリソースを提供する作者が増えた。
今ではエンジンの機能向上によりPNG形式にも対応し、容量を抑えながらフルカラーや半透明といったカード画像も使用可能になった。
一方背景画像を提供する作者も少なくなく、そういった中でクォータービュー形式の画像を張り合わせて背景を作り出す「Qubes」という独自の規格も考案されたりした。（Qubesについては普及こそしなかったが、groupAskがCardWirthEditorでこの規格をサポートしている）

#### リソース作者（音響）
CardWirthで使用する音は、BGMと効果音とに分かれる。
当初のシステムではBGMではMIDIが、効果音ではWAVが用いられていたが、エンジンの機能向上とともにサウンドフォントの組込が可能となったり、利用可能なデータ形式としてMP3が加わるなど環境は大きく様変わりした。
効果音の制作は技術を要することもあってCardWirthコミュニティからはあまり提供されていないが、BGMに使われるMIDIについてはかつてそれなりの数の作者が存在していた。
CardWirthコミュニティを中心に活動していたMIDIファイルの作者に共通して見られた傾向として、オリジナリティの高い楽曲を数多く提供していたという特色があった。
当時はMIDIの作者によるコミュニティが形成されるほどの盛り上がりも見せたが、DTMの中心がMIDIからMP3に移行するという世間の流れもあり、現在はそうした活動はほとんど見られなくなってきている。

#### プレイヤー
ここでいうプレイヤーとは、シナリオやリソースなどの創作活動そのものを行ってはいないもののCardWirthに関与することで得た自らの見識を何らかの形式で他者に提供する、あるいは何らかのコミュニティ活動に参画し、他のユーザーに影響力を与えている存在のことを指す。
冒頭で触れたようにCardWirthは作者とユーザーが多対多で存在するコミュニティのため、こうした存在が創作活動を行っている層の下支えとなることも多い。

### コミュニティ

#### 一般的なコミュニティ
CardWirthのユーザーであれば誰でも参加でき、また利用することが可能なユーザー同士の集まり、あるいはその場所。
参加資格に特に制限のない企画サイトなどもこれに含まれる。
シナリオ作者のために設けられた「CardWirth ScenarioWriter's Community」（通称「しなさくコム」）、CardWirthに関するイラストを楽しもうという目的で設けられた「Card Illustrations Board」（通称「イラボ」）など、かつてその多くは何らかの目的別に設けられていた。

#### 閉塞的なコミュニティ
一般的なコミュニティに対し、一部の関係者だけが集い、それにより形成されるコミュニティ。
もっとも、これらのコミュニティであっても何らかの対外的な措置（例えばパスワードがなければ閲覧できないなどの制限）が設けられていることはほとんどなく、結果として閉塞的になっているだけのことが多い。こうした集まりはどこにでも存在し、またその規模・趣旨・目的といったものが千差万別であり、さらにはその性質上統計などもなく、はっきりとしたことは言えない。
たとえ実際は門戸の開かれたコミュニティであったとしても、何も知らないユーザーがこれらのコミュニティに新たに加わることは容易ではない。
ただし関係者しか集まらないということもあってか、一部の集まりではCardWirthコミュニティ全体の現状からでは想像できないほどの勢いを持っている。
代表的なものとしてはmixiのCardWirth関連のコミュニティ、あるいは2ちゃんねるの一部のスレッドなど。
ただ、公式側の開発の停滞などから閉塞的なコミュニティで開発された技術が、(コミュニティの存在を伏せた形で)一般的なコミュニティに紹介されるなどの動きも出ている。

#### Twitter
Twitterでは特にコミュニティの存在・形成を意識することなく、ユーザーがCardWirthに関わる発言を行う、あるいは周囲の発言を拾う事によって自然とつながりが生まれていく。
こうしたことから、近年はTwitterからCardWirthコミュニティあるいはCardWirthそのものに触れるユーザーが増えてきている。
Twitterでは情報の即応性や拡散力はきわめて高いものの、半面まとまった情報が得にくく簡単に埋没してしまうという特徴があるため、ユーザー同士のつながりは容易に形成できるようなったが継続的な情報共有はこれまで以上に困難なものとなってしまっている。

## メディアの動き
CardWirthがここまで有名になったのは、1999年から2000年頃にかけてフリーウェアを掲載する書籍やウェブサイトなどで大なり小なり紹介されたことに起因する。
ここでは、現在に至るまでの間に特に目立った動きについて取り上げる。

### テックウィン（書籍）
株式会社アスキー（現エンターブレイン）の出版していた雑誌「テックウィン」において、過去に何度か数ページに渡っての特集が組まれたことがある。
また同誌ではそれ以外の号においてもほぼ毎回のようにCardWirth本体またはシナリオを掲載しており、この雑誌からCardWirthを知ったというユーザーも少なくなかった。
- テックウィン 2001年 3月号
  - 特集4　カード型RPG［カードワース］スペシャルパック（6ページ）
- テックウィン 2002年 7月号
  - 特集4　カードRPG［カードワース］シナリオ大全（6ページ）

### 公式ガイドブック（書籍）
CardWirthはフリーウェアのゲームとしては珍しく、2000年5月に公式ガイドブックがムック形式で発売されている（「I/O別冊 カードワース公式ガイドブック」ISBN 978-4-87593-832-3）。発行元は工学社。
ゲーム本体およびエディタ、CardWirthの世界観（今で言うところの「ファンタジーI型」について）の紹介はもちろん、groupAskの制作したシナリオ「教会の妖姫」を元にして描かれたオリジナル小説を掲載し、シナリオ作成講座の解説も行っている。
本書にはいくつかのシナリオも収録されているが、これは当初「Adventurer's GUILD」に公開されていたほぼすべてのシナリオを網羅する目玉企画となる予定であったとされている。
しかし実際には各シナリオ作者への収録許諾に関する手回しに不手際があったため、誌面で紹介されているシナリオですらいくつか収録できていない。
またこの不手際に関しては、工学社側の事務手続きが収録作品に対してシナリオ作者への許諾のみに終わり、シナリオで使用しているリソースの作者に対する問い合わせが不十分だったこと、さらにこの件における編集者からの回答に多くのユーザーが納得できなかったこともあって、一連の工学社側の対応を反面教師とする向きが後のCardWirthコミュニティでの著作権に関する意識向上のきっかけとなった。
なお、このガイドブックは工学社にもすでに在庫がなく、また流通している可能性もほぼ皆無であることから現在は入手が困難である。

### enban.net（ウェブサイト）
2002年11月まで株式会社アスキーが運営していたエンターテインメントコンテンツの配信サイト「enban.net（エンバンネット）」において、有償（月額500円）コンテンツである「週刊ゲームズ」を通じて、CardWirthのシナリオが毎週配信されていた。
「週刊ゲームズ」は曜日毎に7種類のゲームを提供するという内容で、金曜日には「カードワースの森」というコンテンツが用意された。
現在、このサービスは終了しただけでなく、サイト自体も閉鎖しており、これらのコンテンツもそれとともに事実上入手できなくなっている。
groupAskでは「ユーザーは作成したシナリオを有料で配布しても構わない」としているが、実際に有料で配布されたシナリオはここでの他に例がない。これは過去にカードワースのシナリオをシェアウェアにすることについての是非が議論された際、反対意見が圧倒的多数を占めたことにもよる。

### ベクター（ウェブサイト）
オンラインソフトウェアのダウンロードなどを手がけている株式会社ベクターのサイトでは、「RPG」のジャンル(「ダウンロード」>「Windows」>「ゲーム」>「RPG」)の一つとして「マルチシナリオRPG CardWirth」という項目が設けられている。
シナリオ作者が自作のCardWirthのシナリオを「Adventurer's GUILD」に登録するためには、自身が完成したファイルをインターネット上のどこかにアップロードする必要があったが、CardWirthが急速に普及した頃はまだそのような場が十分にはなく、またそもそも具体的にはどの様にすれば良いのか解らないというユーザーも多かった。そこでもっとも手軽な方法として、ベクターのサイトに「フリーウェア」として登録するという手法が確立された。そのため、ベクターには別項目を用意しなければならないほど数多くのCardWirthシナリオが登録されている。

### CardWirthParty（同人サークル）
インターネット上で参加者を募り、創作物を収録した作品集「CardWirthParty」を制作した。主にCardWirthのシナリオを題材としたイラストが収録されているが、アレンジ楽曲やオリジナルのシナリオが含まれることもある。8タイトルが制作され、1作目のみ有償で販売されたが、以降の作品は無料で頒布されている。また現在では全てのタイトルが先述のベクターよりダウンロードすることができる。
2008年12月のコミックマーケット75を最後に「同人イベントへの参加」の無期停止（実質終了）、また2010年10月には無期限の活動停止を公式サイトで発表した。しかし2012年8月のコミックマーケット82には参加しており、活動再開の可能性もある。

### CardWirth Carnival（同人サークル）
2013年に同人サークルEGOTEXによってCardWirthPartyと同様に有志メンバーによって制作された「CardWirth Carnival! 01」が頒布された。続き同02～05までが2018年までに頒布されている。01、03についてはベクターでその一部コンテンツをダウンロードすることができる。